# Harald Quandt
Harald Quandt (1. november 1921 – 22. september 1967) var en betydningsfuld forretningsmand i Vesttyskland til sin død ved en flyulykke i 1967.
Han var søn af Günther Quandt og Magda Ritschel, som senere blev gift med Joseph Goebbels. Han tjenestegjorde under 2. verdenskrig som løjtnant i Luftwaffe og kom i britisk krigsfangenskab i slutningen af krigen. Efter krigen uddannede han sig til civilingeniør. Da faderen døde i 1954, arvede han og broderen Herbert Quandt et konglomerat af forretninger. Harald Quandt koncentrerede sig særligt om våbenindustrien som våbenfabrikken Industriewerke Karlsruhe AG, som han var formand for. Han havde også bestyrelsesposter i Busch-Jäger AG, Dürener Metallwerke AG, Mauserwerken Oberndorf, VARTA og Daimler-Benz. Broderen Herbert Quandt var mest kendt for at overtage BMW og udvikle luksusbiler.
Harald Quandt var aktiv privatflyver og formand for en tysk flyveklub fra slutningen af 1950'erne til begyndelsen af 1960'erne. Han ejede fra september 1961 en business jet af typen Morane-Saulnier MS-760B Paris II, med kendingsbogstaverne D-INGE.
Han blev i 1951 gift med Inge Bandekow (1928–1978), som han fik fem døtre med.
I 1967 omkom Harald Quandt ved en flyulykke i Italien. Hans formue bliver administreret af et firma kontrolleret af hans døtre og deres efterkommere.